# Hyastenus bispinosus
Hyastenus bispinosus is een krabbensoort uit de familie van de Epialtidae. De wetenschappelijke naam van de soort is voor het eerst geldig gepubliceerd in 1939 door Alida Buitendijk.
Deze soort komt voor in Zuidoost-Azië (de Indonesische Archipel, de Filipijnen, de Fiji-eilanden).